# Sonja Viola Senghaus
Sonja Viola Senghaus (* 1948 in Hockenheim) ist eine deutsche Lyrikerin.

## Leben
Sonja Viola Senghaus absolvierte eine Ausbildung zur kaufmännisch-pharmazeutischen Angestellten, sie war in der Umweltberatung tätig sowie in einer Bibliothek.
Seit 1997 verfasst sie Werke in Lyrik und Kurzprosa.
Sie ist Mitglied im VS Baden-Württemberg, GEDOK Heidelberg, Segeberger Kreis, Literaturoffensive Heidelberg und dem Literarischen Verein der Pfalz, dort war sie bis April 2022 Sektionsleiterin der Autorengruppe Spira.
Senghaus leitet Schreib- und Textwerkstätten (auch in Gefängnissen) sowie Wort-Bild-Klang-Performances. 2016 war sie Projektleiterin „Literatur“ des Landes Rheinland-Pfalz „Jedem Kind seine Kunst“.
Sonja Viola Senghaus lebt in Speyer.

## Auszeichnungen
- 1. Preis für Lyrik zum Thema „Flucht.Punkt.Stadt“, Mannheimer Literaturpreis der Räuber 77′ für 2016/2017[5]
- 1. Preis zum Schreibwettbewerb „Grenzen überwinden – zum Thema Flucht und Migration“ in der 'StadtLesenStadt' Heidelberg 2020

## Werke
- Freiräume, mit Grafiken, 2000, Eigenverlag.
- Licht-Flügel-Schatten, Lyrikband mit Bildern von Dorette Polnauer, 2002, Verlag Marsilius, ISBN 978-3-929242-30-0.
- Sprachruder, Gedichte mit Fotografien von Klaus Senghaus, 2010, Wiesenburg Verlag, Schweinfurth, ISBN 978-3-942063-23-4.
- sehnsuchtsblüten wirbeln durch die luft, Hrsg., Lyrik-Anthologie. AZUR Verlag 2011, ISBN 978-3-934634-70-1.
- Gedichtbeitrag in Ortswechsel 12, Ev. Religionsbuch für Gymnasien / Ausgabe Bayern, 2013.
- Ein Nachhall, 2013, AZUR Verlag e.K., Mannheim, Cover: Dietlinde Stengelin, Langenargen, ISBN 978-3-934634-76-3.
- Zwischen Tag und Traum, 2019, AZUR Verlag, Wildflecken, Dr. Gerlinde Kraus, Cover: Gerdi König, ISBN 978-3-934634-97-8.
- Vom Klang der Welten und Zeiten, Gedichte. Anthologie. Wellhöfer Verlag 2019, ISBN 978-3-95428-265-4.
- Schattensprünge. Lyrik. AZUR Verlag 2023, ISBN 978-3-948131-07-4.

## Nachweise
1. ↑  VS Baden-Württemberg in ver.di: Sonja Viola Senghaus. In: VS Baden-Württemberg in ver.di. 11. September 2014, archiviert vom Original (nicht mehr online verfügbar) am 16. April 2021; abgerufen am 16. April 2021.  Info: Der Archivlink wurde automatisch eingesetzt und noch nicht geprüft. Bitte prüfe Original- und Archivlink gemäß Anleitung und entferne dann diesen Hinweis.
2. ↑  Sonja Viola Senghaus | Autorinnen und Autoren in Baden-Württemberg. Abgerufen am 16. April 2021.
3. ↑  Unsere Sektionen. Abgerufen am 16. April 2021.
4. ↑  Jedem Kind seine Kunst - Projektleiter. Abgerufen am 13. Mai 2021.
5. ↑  Preisträger*innen des Mannheimer Literaturpreises der Räuber’77 – Die Räuber '77. Abgerufen am 19. April 2021 (deutsch).

| Personendaten    | Personendaten         |
| ---------------- | --------------------- |
| NAME             | Senghaus, Sonja Viola |
| KURZBESCHREIBUNG | deutsche Lyrikerin    |
| GEBURTSDATUM     | 1948                  |
| GEBURTSORT       | Hockenheim            |